# FC Fyn
FC Fyn (forkortet FCF) var en dansk fodboldklub, hjemmehørende i Odense, som blev grundlagt som en overbygningsklub på B1909, B1913 og Dalum IF den 1. juli 2006. FC Fyn omfattede et divisionshold på herreseniorniveau, som afviklede alle deres hjemmebanekampe på Odense Stadion, mens træningen foregik på Gillested Park ved B1909s anlæg. Desuden var FC FYN repræsenteret via Dalum IF's 1. hold (FC Fyns reservehold) samt i divisionerne for U19, U17 (DBU's talentlicens) og U15. Divisionsholdet spiller i 2012-13-sæsonen i den næstbedste danske fodboldrække, 1. division, under Dansk Boldspil-Union (DBU).
Klubben meddelte den 31. januar 2013 at den indstiller alle aktiviteter med øjeblikkelig virkning. Klubben blev derefter af Dansk Boldspil-Union dømt som tabere af alle deres kampe i 1. division med 3-0.

## Historie

### Tidligere overbygningsforsøg
Et samarbejde omkring et fælles professionelt storhold på Fyn mellem to eller flere odenseanske divisionsklubber havde tidligere været til debat, men i hvert enkelt tilfælde var forsøgene enten forblevet ved tanken eller hurtigt strandet på grund af modstand fra den ene parts medlemmer.
Allerede før Dansk Boldspil-Union tillod de professionelle tilstandes indtog i dansk fodbold i 1978, eksisterede der et samarbejde mellem Odense Boldklub, B 1913, B1909 og Odense KFUM (tilsluttede sig samarbejdet lidt senere) omkring fællesholdet Odense Stævnet (stiftet i 1927), dannet med hensigt på at tiltrække kampe mod internationale klubhold og andre danske byhold til Odense. Inden samarbejdet ophørte, nåede Odense Stævnet at deltage én enkelt gang som repræsentant for byen Odense i den daværende Messeby-turnering (Inter-Cities Fairs Cup) i 1962/63-sæsonen – forløberen til UEFA Cuppen.
I slutningen af 1980'erne blev medlemmerne i B1909, B 1913, Odense Boldklub for første gang positivt stemt overfor en reelt fælles fynsk eliteklubsamarbejde under navnet "Odense United", som i sidste ende ikke blev sat på skinner, da Odense Boldklub (klubben blev Danmarksmestre i 1989-sæsonen) alligevel ikke ville afgive sin licens til det fælles hold. OKS var her for en kort stund inde i billedet omkring eliteklubben, men valgte at sige fra. I begyndelsen af 1990'erne (godt halvandet år efter det forrige forsøg) luftedes endnu engang muligheden for en overbygning mellem de tre historisk mest succesrige hold; Odense Boldklub, B1909 og B 1913 – med samlet fem danske mesterskaber og fem pokaltitler – under navnet "F.C. Odense" (ikke at forveksle med serieklubben af samme navn, som officielt stiftedes i 2000). Projektet blev lanceret og havde stor støtte af de professionelle ledelser i både Odense Boldklub og B1909. Ved begge ekstraordinære generalforsamlinger i Odense Boldklub og B1909 stemte medlemmerne ja til en fælles fynsk eliteklub, mens B 1913s medlemmer imidlertid endte med at stemme nej. Da der skulle være opbakning fra alle tre klubber, faldt planerne herefter til jorden, og ressourcerne koncentrerede man i stedet på Odense Boldklub.
Forslaget om et fælleshold var løbende oppe at vende flere gange i den lokale presses spekulationer (herunder Fyens Stiftstidende) om de lokale holds fremtid samt blandt klubbernes egne medlemmer, når de enkelte hold leverede dårlige resultater på grønsværen. I slutningen af 1990'erne tog B 1913 og Odense Boldklub således kontakt til hinanden i kølvandet på begge førsteholds nedrykninger fra deres respektive rækker (i 1997/98-sæsonen), men det mundede ikke ud i noget konkret. I 2003 gjorde B1909 så tilnærmelser til Odense Boldklub på seniorplan og til Fjordager I.F. (fodboldafdelingen) på ungdomsplan, men B1909s sportslige nedrykning fra 1. division i 2002/03-sæsonen svækkede mulighederne for et tættere samarbejde.

### Tiden op til den formelle overbygning
De første drøftelser omkring etableringen af FC Fyn skete på et møde mellem lederne fra en række odenseanske klubber om aftenen den 3. november 2005, hvilket fulgte efter Dalum I.F.s nedrykning fra 1. division i 2004/05-sæsonen. Nedrykningen medførte, at alle de næstbedste fynske fodboldklubber i den kommende sæson var at finde i den tredjebedste danske fodboldrække. Denne realitet skulle vise sig at være tilstrækkelig for at bestyrelserne i de tre fynske 2. divisionsklubber; de to ærkerivaler gennem næsten et århundrede,B 1913 (en enkelt pokaltitel og tre gange DM-sølvvindere) og B1909 (to danske mesterskaber og to gange pokalmestre) begyndte sammen med Dalum I.F., som først kort før årtusindskiftet opnåede divisionsstatus, i løbet af efteråret 2005 at tale sammen – bl.a. på initiativ af B1909s daværende bestyrelsesformand Poul Lübbert. Bestyrelserne blev enige om, at klubbernes individuelle organisation og det økonomiske grundlag til spillernes løn og den daglige drift ikke kunne bære til ambitionsniveauet, der hed toppen af 1. division og med et ønske om yderligere avancering til Superligaen. Divisionskollegerne havde på dette tidspunkt hver 15-20 fodboldspillere ansat på betalte amatørkontrakter, hvilket var ensbetydende med, at hver spiller havde arbejde ved siden af. Tre klubber samlet under et tag med en professionel ledelse ville derimod give større muligheder for et hold, der kunne være med blandt de bedste, frem for at kæmpe om de samme ressourcer – menneskeligt og økonomisk – for at holde niveauet i 2. division eller i bunden af 1. division – en opgave der ville blive vanskeligere med tiden.
Dalum I.F., som i to omgange havde været i den næstbedste række, men i begge tilfælde var rykket ned efter blot en enkelt sæson, mente ikke længere, at klubben ville være i stand til at nå videre end 2. division med egne midler og erkendte, at en ny eliteoverbygning i divisions-sammenhæng (en konstruktion, hvor moderklubberne stadig ville bestå) var uundgåelig, såfremt fynsk fodbold skulle have et hold mere på et højere niveau (ud over OB) inden for en overskuelig årrække. Daværende bestyrelsesformand for B1909s professionelle afdeling udtalte efter en erkendelse af klubbens begrænsninger i moderne fodbold, at man ved et fremtidigt samarbejde ville få nye muligheder ved at samle kræfterne i en fælles overbygning, og det var den eneste vej frem til sportslig succes og en placering blandt Danmarks 20 bedste hold. Det umiddelbare første mål var at finde sammen og etablere et fodboldhold, der kunne klare sig i den bedste halvdel af landets næstbedste række, men på længere sigt ønskede man at skabe endnu et fynsk Superligahold og en større lokal konkurrent til Odense Boldklub, der havde markeret sig som "øens hold" i landets bedste række de seneste par år. Projektets arbejdstitel blev fra start "FC Fyn", hvilket styregruppen i februar 2006 som det første punkt på dagsordenen besluttede sig for at videreføre som det egentlige klubnavn, da man vil repræsentere Fyn bredt og ikke kun promovere Odense. Det var i øvrigt første gang i dansk fodbold, at tre divisionsklubber gik sammen om en eliteoverbygning. I samarbejdsaftalen åbnede man dog op deltagelse af flere fodboldklubber og på længere sigt andre sportsgrene.
Poul Jensen (daværende bestyrelsesformand for B 1913's professionelle afdeling) blev i denne forbindelse valgt som talsmand for fodboldprojektets styregruppe og blev senere indsat som FC Fyns første bestyrelsesformand. Offentliggørelsen om fremtidsplanerne for overbygningsprojektet af klubbernes førstehold (alene 1. herresenior) skete over for pressen den 1. december 2005 samtidig med at Dansk Boldspil-Union orienteredes om den afgørende målsætning (at holdet var en realitet fra og med den kommende sæson). På dette tidspunkt var projektet stadig på tegnebrættet, men den nedsatte styregruppe med ledere fra de tre divisionsklubber fik grønt lys af de enkelte bestyrelser til at arbejde mere intensivt med ideen. Pressemødet blev fulgt op af en stram tidsplan januar 2006, så man hurtigst muligt kunne få afklaret hvor vidt projektgruppen fik mandat til at arbejde videre imod det fælles hold. Det skete med afholdelsen af en række medlemsmøder i starten af måneden (B1909: 9. januar), hvor medlemmerne gennem en åben dialog fik svar på deres spørgsmål inden de respektives klubbers ekstraordinære generalforsamlinger i slutningen af januar – aftenerne på henholdsvis den 19. januar (Dalum I.F.), den 23. januar (B1909) og den 24. januar 2006 (B 1913), hvor eliteoverbygningen blev endeligt vedtaget af moderklubbernes stemmeberettigede. I tilfælde af et nej fra den ene af aftaleparterne havde styregruppen på forhånd besluttet, at man i så fald ikke ville gå videre med fusionsklubben i denne omgang. Medlemmerne i Dalum I.F. gav – som den første involverede klub – en positiv tilbagemelding med 88,9 pct. (40 for – 1 blank – 5 imod) for at tilslutte sig FC Fyn, B1909s medlemmer stemte med 89,6 pct. (86 for – 1 blank – 9 imod) ligeledes ja til projektet, mens 76 pct. (95 for – 0 blank – 30 imod) af de fremmødte hos B 1913 sagde ja, hvorefter FC Fyn var en realitet. Godkendelsen efterfulgtes hurtigt af en større mængde møder, kontakter til sponsorer, forretningsforbindelser og fodboldfolk, der skulle være med til at sikre det nødvendige ansøgningsmateriale for endnu en godkendelse af DBU indenfor fodboldforbundets tidsfrist den 1. marts 2006.
Om eftermiddagen den 1. juni 2006, dagen før åbningskampen ved VM i Tyskland, afvikledes et "FC Fyn Kick Off"-arrangement for omkring 300-500 klubmedlemmer og gæster med tilknytning til odenseansk fodbold i et af de store lokaler på Odense Congress Center (OCC) forud for holdets formelle ikrafttrædelse den 1. juli 2006. Poul Jensen og konferencier Leo Jensen præsenterede på mødet visionen og strategien bag FC Fyn-initiativet – med sloganet (et såkaldt pay-off) "Sammen er vi bedst" for at illustrere fællesskabsfølelsen på tværs af klubberne. Ved arrangementet informeredes de tilstedeværende om de forskellige beslutninger, der var blevet truffet i løbet af foråret 2006 såsom den fremtidige geografiske placering af FC Fyns administration (og sportsligt) hos B1909's hjemsted på Gillestedvej i bydelen Vollsmose, hvor spillernes træning ville foregå, FC Fyns kommende samarbejdspartnere (herunder hovedsponsoren Sparekassen Faaborg) samt udnævnelsen af den nye sjællandske 46-årige direktør for aktieselskabet bag holdet, Kim Lundshøj, med sine rødder på Sydfyn og sportslig erfaring som aktiv og som leder. Det skal bemærkes, at Odense Congress Center A/S og Odense Boldklub A/S (FC Fyns kommende rival) senere på sommeren fusionerede til underholdnings- og oplevelseskoncernen Odense Sport & Event A/S.
Overbygningsaftalen mellem klubberne godkendtes af Dansk Boldspil-Unions bestyrelse (DBU) lørdag den 18. marts 2006, således at samarbejdets sportslige virkninger kunne træde i kraft fra og med 2006/07-sæsonens start, sådan som DBU's retningslinjer vedrørende oprettelse af overbygninger foreskriver. Dog med den betingelse, at DBU i løbet at foråret skulle holdes orienteret om klubbernes økonomi, da alle de tre klubber officielt skulle overholde de økonomiske mindstekrav, for at overbygningen kunne træde i kraft fra 1. juli. 2005/06-sæsonen i 2. division Vest havde deltagelse af alle tre moderklubber og resulterede i, at B 1913 endte på en samlet 5. plads, Dalum I.F. på en 12. plads og B1909 på en 14. plads (sidstepladsen) i den endelige slutstilling. Næsby Boldklub, som også spillede i 2. division Vest 2005/06, var oprindeligt også interesseret i at deltage i fodboldsammenslutningen, men man afslog senere tilbuddet. Således startede overbygningen i den kommende sæson på B 1913's klublicens og overtog dennes placering i divisionerne, mens de to andre klubber som de to dårligst placerede henholdsvis blev tvangsdegraderet og automatisk nedrykket til Danmarksserien af DBU. Moderklubberne fremstår i dag reelt som overbygningens 2. hold.
Forårssæsonen 2006 var også præget af sportslige hensyn forud for den kommende eliteoverbygning efter sommerpausen. Inden udfaldet af afstemningerne tog projektgruppen oprindeligt en beslutning om, at der ikke skulle foretages transfers af kontraktspillere internt mellem moderklubberne, så de respektive klubber kunne forfølge deres respektive mål uden at blive svækket i indeværende sæson. Længere henne i vinterpausen valgte moderklubberne imidlertid at rokere rundt på deres spillere for at forstærke B 1913, der inden den sidste halvdel af sæsonen havde den bedste placering i tabellen blandt de tre moderklubber og som udgangspunkt dermed de bedste kort på hånden for oprykning i den igangværende sæson. Grundet de ringe sportslige udsigter for Dalum I.F.s divisionshold valgte klubbens ledelse at fritstille en del spillere. Strategisk besluttede man sig også for at tage hensyn til B1909's fortsatte deltagelse i DBU's Landspokalturnering, hvor det endte med en kvartfinaleplads. Endvidere gjorde fire af modstanderne i 2. division Vest DBU opmærksom på at moderklubbernes indbyrdes opgør kunne opleves konkurrenceforvridende i de afgørende kampe om op- og nedrykning og ansøgte unionen om at få fremrykket kampen B 1913-B1909, der oprindeligt var programlagt ved sæsonens afslutning. For at sikre en sportslig korrekt afvikling af 2. division Vest efterlevede DBU anmodningen og fremrykkede denne kamp fra tredjesidste spillerunde til starten af april måned. DBU vurderede dog ikke, at der var behov for at påsætte observatører til klubbernes resterende indbyrdes kampe. Det lykkedes dog ikke at opnå oprykning inden FC Fyns etablering, da B 1913 var 11 point væk fra en direkte oprykningsplads og ni points fra to oprykningskampe.

### Debutsæsonen 2006/07
Omrokeringen af moderklubbernes spillere i vinterpausen inden den formelle sammenlægning for at tilgodese B 1913s mulighed for oprykning kunne aflæses i FC Fyns første spillertrup. FC Fyn lavede aftaler med tretten B 1913-spillere fra forårssæsonen, hvilket kom til at udgøre over 60 pct. af spillertruppen, mens der kun blev skrevet kontrakt med en enkelt forstærkning (Jacob Mouritsen fra Korup I.F.) uden for moderklubbernes spillertrupper. Overbygningen i FC Fyn lægger op til, at man kan trække spillere op fra moderklubberne i tilfælde af, at der skulle opstå skader, hvilket gjorde, at man valgte at holde truppen på omkring 20 spillere i debutsæsonen. Spillertruppen og trænerstabens første træningspas blev afviklet den 10. juli 2006 på B1909s anlæg, og træningsopstarten involverede derudover en fire dages træningslejr på Sydlangeland forud for debutsæsonen.
FC Fyn blev tildelt Odense Atletikstadion, der hører under Odense Idrætspark, som sin kommende hjemmebane – et stadion med plads til 8.000 tilskuere (heraf 1.200 overdækkede siddepladser), som tidligere var blevet benyttet af såvel B 1913's som B1909's divisionshold – eftersom Odense Boldklub i 2004 indgik en 30-årig lejeaftale med Odense Kommune af Odense Stadion. Man har haft fuld enighed om at spille på Odense Atletikstadion, men Odense Stadion er på ledelsens ønskeliste, da det fodboldmæssigt giver holdet de bedst mulige betingelser. Odense Atletikstadion ses derimod som en svækkelse af klubbens muligheder. DBU's turneringsudvalg har indtil videre givet FC Fyn dispensation til at spille 2. divisionsfodbold på Odense Atletikstadion i klubbens første to sæsoner – en dispensation man risikerer ikke vil blive forlænget i tilfælde af en oprykning til 1. division, da banen på det kommunale stadionanlæg allerede ikke lever op til unionens størrelseskrav på minimum 68 meter i bredden og 105 meter i længden for divisionskampe (cirka en halv meter mangler i bredden). Den udvidede dispensation er betinget af den lovning fra foråret 2007, hvor Odense Kommune sørger for en udvidelse af anlæggets fodboldbane jf. DBU's stadionkrav.
Den fynske fodboldfusion satte sig fra starten en ambitiøs overordnet målsætning om at rykke op i 1. division i sin debutsæson og Superligaen indenfor tre år. FC Fyn debuterede den 6. august 2006 med et 2-1 nederlag på udebane mod Skive IK og skulle helt frem til sin femte kamp i sæsonen, før et hjemmepublikum på 997 fremmødte kunne se holdet i aktion for første gang mod FC Midtjyllands Superliga-reserver fra Ikast FS. Klubbens første målscorer blev Kasper Heibøll, som fik scoret holdets eneste mål i FC Fyns første divisionskamp. Til trods for at man tabte sine tre første divisionskampe, endte holdet på en tredjeplads i slutstillingen efter sit første leveår (efter topholdet Skive IK og Ikast FS (status som FC Midtjyllands reservehold og derfor ikke kunne rykke op), hvilket kvalificerede holdet til to afgørende play-off kampe til 1. division mod det næstbedste oprykningsberettigede mandskab fra østkredsen Hvidovre IF. Her fik de rød-blå dog et samlet nederlag efter reglen om flest scorede udebanemål, hvor man i returopgøret på Gillested Park ved B1909s anlæg foran 2.441 vidner (stående tilskuerrekord på hjemmebane pr. 17. september 2007) førte med 1-0 (4. min.) kort før afslutningen af den forlængede spilletid på 2x15 min. (0-0 efter ordinær spilletid), inden HIF formåede at lave den afgørende udligning i det 18. min. En flytning til træningsanlægget var påkrævet grundet afholdelsen af Europa Cup i atletik på Odense Atletikstadion og en koncert på Odense Stadion samtidig med, at DBU ikke ville efterkomme FC Fyns ønske om en fremrykning af kampen. Konsekvenserne ved den manglende oprykning blev, at man reducerede administrationens størrelse fra fem til tre personer af hensyn til de økonomiske omstændigheder og for at give plads til en større sportslig satsning.
Efter en længerevarende kontakt imellem klubberne valgte man i august 2007 at underskrive en formel talentudviklingsaftale for en 2-årig periode (gældende fra januar 2007 til og med december 2008) med den sydafrikanske fodboldklub St. George's FC med henblik på at rekruttere unge sydafrikanske talentspillere til FC Fyns førstehold og tilbyde udvalgte spillere træningsophold i Danmark. Luvuyo “Pele” Bika blev i foråret 2007 den første spiller, som skrev under på en kontrakt med FC Fyn som følge af aftalen med St. George's FC.

### Administration
Den professionelle fodboldforretning var organiseret under FC FYN A/S, hvis administration huses af B1909 på Gillestedvej i det nordøstlige Odense. FC Fyn A/S, som ejes ligeværdigt af moderklubberne og som gør at moderklubberne har direkte indflydelse på driften via deres repræsentanter i aktieselskabets bestyrelse, blev dannet den 1. marts 2006 ved at fusionere de tre tidligere professionelle selskaber, B1913 Elitefodbold ApS, B1909 A/S og Dalum FC ApS (overbygningsselskabet trådte i kraft den 19. august 2004).
Den første bestyrelse i FC Fyn A/S udgjordes af følgende personer:
| Bestyrelsen                                                                              | Bestyrelsen                                                        | Bestyrelsen                                                                                                |
| ---------------------------------------------------------------------------------------- | ------------------------------------------------------------------ | --- |
| Kim Lundshøj                                                                             | Direktør (2006-08)                                                 | |
| Ejendomsmægler Michael Grill Ejendomsmægler Steen Johansen Chefrådgiver Niels Salomonsen | Bestyrelsesmedlem                                                  | (formand, udpeget af Dalum FC ApS) (elitechef, udpeget af Dalum FC ApS) (udpeget af moderklubben Dalum IF) |
| Direktør Poul Lübbert Direktør Leif Christiansen Afdelingschef Dennis Witek              | Bestyrelsesmedlem                                                  | (bestyrelsesformand, udpeget af B1909 A/S) (udpeget af B1909 A/S) (formand, udpeget af moderklubben B1909) |
| Direktør Poul Jensen Direktør Klavs Larsen Lærer Jens Staun                              | Best.formand (2006-09) Best.medl.(form. 2009-11) Bestyrelsesmedlem | (udpeget af B1913 Elitefodbold ApS) (udpeget af moderklubben B1913)                                        |
| Forsikringsmægler Mads Lindkær Informationschef Leo Jensen                               | Sponsorgruppe Sekretær for bestyrelsen                             | |

### Klubbens cheftrænere
Restaurant Målet i Odense dannede den 16. maj 2006 rammen for det første officielle FC Fyn-pressemøde, hvor klubbens nye cheftræner blev præsenteret. Cheftræneren for B 1913's divisionshold siden 1. januar 2006, Roald Poulsen, blev udpeget til posten som FC Fyns første cheftræner med virkning fra den 1. juli 2006 og gældende for to år frem. Som en konsekvens af aftalen med FC Fyn blev Roald Poulsens kontrakt med B 1913 ophævet og udløb således med udgangen af juni 2006. I staben omkring cheftræneren tilknyttede man på en etårig kontrakt (i første omgang) endvidere en assistenttræner, Jann Jensen, som det seneste års tid havde fungeret som cheftræner hos Dalum I.F. Forinden, i foråret 2005, havde Roald Poulsen ydermere været Dalum I.F.s cheftræner. I december 2007 præsenterede FC Fyn afløseren for Roald Poulsen, der havde bedt om at blive løst fra kontrakten. Valget faldt på Viggo Jensen, tidl. B1909-spiller og senere træner i en række topklubber samt tilknyttet DBU's landshold. Viggo Jensen benyttede en option i sin aftale, der havde en gensidig opsigelsespassus, hvis FC Fyn ikke rykkede op i sæsonen 2007-08, til at stoppe i juni 2008. Samtidig stoppede assistenten Jann Jensen efter to års virke på posten. FC Fyn ansatte med virkning fra 2. juli 2008 31-årige Anders Gerber, der kom efter fire års virke som cheftræner for Aarhus Fremad. Hans assistent blev Sune Heilbo, tidl. aktiv i B1913 og en række ligaklubber. Anders Gerber skaffede FC Fyn oprykning til 1. division i sin første sæson som træner med en suveræn indsats, hvor FC Fyn rykkede op tre runder før afslutningen. I FC Fyns første sæson i 1. division blev det til en 8.plads efter en god 2. halvsæson, hvor FC Fyn rykkede væk fra bundplaceringerne. Anders Gerbers 3. sæson i FC Fyn blev en skuffelse, hvor en decimeret trup fik en meget dårlig sæsonstart og aldrig kom væk fra nedrykningspladserne. Anders Gerber rykkede til Silkeborg som assistenttræner og en ny træner med rødder i Århus kom til i FC Fyn. Jesper Tollefsen, der kom fra fra et job som cheftræner i LFA, har tidligere trænet Aarhus Fremad og Hjørring og to islandske klubber, Leiknir og Vikingur, begge Reykjavik, samt været assistenttræner i to omgange i AGF. Tollefsen startede i FC Fyn 1. juli 2011 med Lars Meinert (tidl. træner i Middelfart og Otterup)som assistent. Lars Mainert har tidligere optrådt som spiller i to af FC Fyns moderklubber, B1913 og B1909.
Oversigt over trænere for klubbens førstehold igennem årene
- 2006-07: Roald Poulsen
- 2008-08: Viggo Jensen
  - Assistenttræner: Jann Jensen (2006-08)
- 2008-11: Anders Gerber
  - Assistenttræner: Sune Heilbo (2008-11)
- 2011-13 : Jesper Tollefsen
  - Assistenttræner: Lars Mejnert (2011-13)

### Lukning
FC Fyns ledelse meddelte den 31. januar 2013 at klubben indstiller alle sine aktiviteter med øjeblikkelig virkning. Klubben blev begæret konkurs, da man ikke kunne finde investorer til at føre projektet videre. Inden lukningen havde man i januar 2013 forsøgt med en række forskellige redningsaktioner. Blandt andet havde man forhandlinger med en udenlandsk investor, ligesom man forsøgte at sælge ungdomslandsholdsspilleren Mark Kongsted til en Premier League-klub for at sikre sig overlevelse.. Ingen af redningsforsøgene lykkedes dog, hvor efter klubben blev begæret konkurs og taberdømt de restende kamp i 1. division med 3-0.

## Fankultur
FC Fyn havde flere fanklubber og supportergrupperinger. FAN FYN var den officielle fanklub for klubben. Dertil kom uofficielle grupperinger som Psycho Fanatico, Swashbucklers og Borgerne.

## Klublogo og spilledragt
Klubbens geografisk inspirerede navn fremgår af den nederste sektion af klublogoet i en sans serif-skrifttype. Logoet domineres endvidere af en stiliseret udgave af Fyn (inkluderer ikke de omkringliggende øer) placeret i midten som en integreret del af den underliggende fodbold for at tydeliggøre det eneste boldspil, der udøves i eliteklubben. Farvekonstellationen er valgt som reference til FC Fyns rødder i de tre odenseanske moderklubber, klædt i rødt (B1909 og Dalum IF) og blåt (B1913). Det grundlæggende design af den visuelle identitet var allerede på plads i starten af 2006, men gennemgik en række modifikationer, før man tog den endelige version i brug, da holdet gik på banen i sommeren 2006.
FC Fyns første officielle sæt spilledragter (leveret af spanske Kelme), som skulle anvendes i debutsæsonen, blev præsenteret ved "Kick Off FC Fyn"-arrangementet i juni måned 2006 og fremvist af to kommende spillere. Hjemmebanedragten er en kombination af moderklubbernes primære farver – ligelig fordeling af rød (B1909 og Dalum I.F.) og blå (B 1913) – hvortil man har tilføjet farven gul. Den officielle spilledragt til udebanekampe består af en fortrinsvis gul trøje og sorte benklæder. En tredje alternativ udebanedragt er blevet fremstillet til divisionskampe med fokus på en helt femte farve til spillertrøjen, når den øjensynlige farvekontrast mellem holdenes spilledragter er minimal. I debutsæsonen var den anden udebanedragt designet med mønstre i grønne og hvide farver, mens man introducerede en ny udebanedragt forud for 2007/08-sæsonen – hvor de gule og grønne trøjer blev fravalgt – i en kombination af orange og sorte farver.Forud for sæsonen 2009/10 i 1. division er der valgt ny alternativ udebanedragt i form af hvide trøjer med guldkant, hvide bukser og hvide strømper.

### Sidste spillertrup
Klubbens førsteholdstrup ved klubbens lukning den 31. januar 2013omfattede følgende spillere:
| 1  | Danmark            | Lasse Sømmergaard (MÅ)    |
| 16 | Danmark            | Christian Gjørtsvang (MÅ) |
| 3  | Danmark            | Mads Lier (FO)            |
| 4  | Danmark            | Jesper Bøge (FO)          |
| 6  | Danmark            | Michael Præst (FO)        |
| 14 | Danmark            | Christian Bannis (FO)     |
| 15 | Trinidad og Tobago | Mekeil Williams (FO)      |
| 19 | Danmark            | Niclas Vemmelund (FO)     |
| 22 | Danmark            | Mike Mortensen (FO)       |
| 5  | Danmark            | Kristoffer Jensen (MI)    |
| 8  | Danmark            | Jakob Rasmussen (MI)      |

| 9  | Danmark | Tommy Knudsen (MI)   |
| 12 | Danmark | Mark Kongstedt (MI)  |
| 13 | Gambia  | Paul Jatta (MI)      |
| 17 | Danmark | Rune Nautrup (MI)    |
| 20 | Danmark | Jacob Mouritsen (MI) |
| 21 | Danmark | Phillip Lund (MI)    |
| 7  | Danmark | Jesper Kjærulff (AN) |
| 10 | Danmark | Mads Overgaard (AN)  |
| 11 | Danmark | Kenneth Larsen (AN)  |
| 18 | Danmark | Sanel Kapidzic (AN)  |

### Spillertransfers
Seneste udskiftninger i spillertruppen:
| Tilgang | Afgang |
| --- | --- |
| 0 0 0 0 0 0 0 0 0 0 0 0 Sommer 2011 Mike Mortensen – Hentet i Nordvest FC Kenneth Larsen – Hentet i Middelfart G & BK Lasse Sømmergaard – Hentet i Nordvest FC Casper Johansen – Hentet i Kolding FC Michael Præst – Hentet i Kolding FC Christoffer Hermansen – Hentet i Esbjerg fB Jesper Luth – Skiftet til Fredericia Sune Nissen – Skiftet til Otterup Jacob Schoop – Skiftet til OB Michael Nørgaard – Skiftet til Aarhus Fremad Anders Eling – Skiftet til Aarup Sandro Spasojevic – Skiftet til Otterup Pelle Weber – Skiftet til Næsby | |
| 0Sommer 2011 | |
| 1. Mike Mortensen – Hentet i Nordvest FC 2. Kenneth Larsen – Hentet i Middelfart G & BK 3. Lasse Sømmergaard – Hentet i Nordvest FC 4. Casper Johansen – Hentet i Kolding FC 5. Michael Præst – Hentet i Kolding FC 6. Christoffer Hermansen – Hentet i Esbjerg fB | 1. Jesper Luth – Skiftet til Fredericia 2. Sune Nissen – Skiftet til Otterup 3. Jacob Schoop – Skiftet til OB 4. Michael Nørgaard – Skiftet til Aarhus Fremad 5. Anders Eling – Skiftet til Aarup 6. Sandro Spasojevic – Skiftet til Otterup 7. Pelle Weber – Skiftet til Næsby |

## Klubbens resultater

### DBU's Landspokalturnering
FC Fyns første pokalkamp spilledes den 9. august 2006 kl. 18.30 mod Serie 1-holdet Starup UIF beliggende øst for Haderslev i Sønderjylland og endte med en debutsejr på 3-2.
De sportslige resultater for klubben i DBU's Landspokalturnering igennem årene:
| Sæson | Runde            | Hjemmebanehold | Resultat       | Udebanehold                                                                     | Bem. |
| 2011/12 |                  |                |                |                                                                                 |      |
| 1. runde | Middelfart G&BK  | 3-3            | FC Fyn         | 4-4 efs, 2-3 str samlet 6-7 - FC Fyns første kamp med afgørelse på straffespark |      |
| 2. runde | FC Fyn           | 2-8            | Silkeborg IF   |                                                                                 |      |
| 2010/11 |                  |                |                |                                                                                 |      |
| 1. runde | DSIO Odense      | 1-5            | FC Fyn         |                                                                                 |      |
| 2. runde | FC Fyn           | 0-1            | Lyngby         |                                                                                 |      |
| 2009/10 |                  |                |                |                                                                                 |      |
| 1. runde | i/t              | i/t            | i/t            | oversidder                                                                      |      |
| 2. runde | FC Fyn           | 1-3            | AaB            |                                                                                 |      |
| 2008/09 |                  |                |                |                                                                                 |      |
| 1. runde | Stige Boldklub   | 0-1            | FC Fyn         |                                                                                 |      |
| 2. runde | Aalborg Freja    | 0-2            | FC Fyn         |                                                                                 |      |
| 3. runde | FC Fyn           | 2-3            | Brøndby IF     | Spillet på Brøndby Stadion                                                      |      |
| 2007/08 |                  |                |                |                                                                                 |      |
| 1. runde | FC Fyn           | 1-0            | Næsby Boldklub |                                                                                 |      |
| 2. runde | Struer Boldklub  | 0-5            | FC Fyn         |                                                                                 |      |
| 3. runde | FC Fyn           | 0-2            | AaB            |                                                                                 |      |
| 2006/07 |                  |                |                |                                                                                 |      |
| 1. runde | Starup UIF       | 2-3            | FC Fyn         |                                                                                 |      |
| 2. runde | Værløse Boldklub | 0-8            | FC Fyn         |                                                                                 |      |
| 3. runde | Frederikshavn fI | 1-0            | FC Fyn         |                                                                                 |      |
| Resultat: Efter ordinær spilletid, efs: Efter forlænget spilletid, str: Efter straffespark, Bem.: Bemærkning(er) |                  |                |                |                                                                                 |      |

### Bedrifter i Danmarksturneringen
De sportslige resultater for klubbens førstehold i Danmarksturneringen igennem årene:
| N. | Række | Nr.       | Statistik        | Topscorer               | Bem. |
| 3 | 2. division vest 2011/12                                                                                         | 1. plads  | 30-23-3-4 71-21  | Casper Johansen, 26 mål |      |
| | Juni 2012 Oprykningskampe til 1. division: → HIK mod FC Fyn 0-2; → FC Fyn mod HIK 1-1                            |           |                  |                         |      |
| 2 | 1. division 2010/11                                                                                              | 15. plads | 30-6-8-16 45-60  | Mads Overgaard, 15 mål  |      |
| 2 | 1. division 2009/10                                                                                              | 8. plads  | 30-12-6-12 42-51 | Mads Overgaard, 11 mål  |      |
| 3 | 2. division Vest 2008/09                                                                                         | 1. plads  | 30-19-6-5 75-32  | Mads Overgaard, 16 mål  |      |
| 3 | 2. division Vest 2007/08                                                                                         | 3. plads  | 30-19-5-6 60-31  | Mads Overgaard, 12 mål  |      |
| 3 | 2. division Vest 2006/07                                                                                         | 3. plads  | 26-15-4-7 68-51  | Jesper Kjærulff, 19 mål |      |
| | Juni 2007 Oprykningskampe til 1. division: → Hvidovre IF mod FC Fyn 0-0; → FC Fyn mod Hvidovre IF 0-0 (1-1 efs.) |           |                  |                         |      |
| i/t: Ikke tilgængelig, N.: Rækkens niveau i den pågældende sæson, Nr.: Slutplacering, Bem.: Bemærkning(er) | |           |                  |                         |      |

### Klubbens hold i rækkerne
Klubbens førstehold og de respektive reservehold (moderklubbernes førstehold) i de underliggende rækker. Fra og med sommeren 2008 har FC FYN deltaget med hold i de landsdækkende divisioner for U19 og U17. FC FYN Talent er etableret fra årsskiftet 2008/09 og omfatter pr. 1. juli 2011 desuden årgangene U15, U14, U13 og U21. FC FYN vandt i såvel 2008 som 2009 B-rækken for U21 hold under DBU:

## Fodnoter og referencer
1. 1 2  FC FYN indstiller aktiviteterne Arkiveret 3. februar 2013 hos  Wayback Machine FC Fyn, 31. januar 2013
2. 1 2  FC Fyn konkurs Arkiveret 2. februar 2013 hos  Wayback Machine Børsen, 31. januar 2013
3. 1 2  Konsekvenser ved FC Fyn-konkurs Arkiveret 23. september 2015 hos  Wayback Machine Dansk Boldspil-Union, 1. februar 2013
4. 1 2  FC Fyn er en realitet bold.dk, den 25. januar 2006.
5. 1 2 3  Fællesholdet Arkiveret 23. april 2008 hos  Wayback Machine FC Fyn, den 24. september 2006.
6. 1 2  Julehilsen fra Poul Lübbert (Webside ikke længere tilgængelig) Bestyrelsesformand i B1909 A/S, den 22. december 2005.
7. 1 2  Interview med Poul Jensen (Webside ikke længere tilgængelig) TV 2/Fyn, den 23. januar 2006.
8. 1 2 3 4 5 6  Ambitioner førte til fynsk fodboldfusion Arkiveret 6. juni 2007 hos  Wayback Machine Nyt fra CVU Fyn, marts 2006.
9. 1 2  Stort ja til FC Fyn fra Dalum bold.dk, den 20. januar 2006.
10. ↑  Dalum: Vi kan ikke alene Fyens Stiftstidende, den 2. december 2005.
11. ↑  OB byder FC Fyn velkommen Arkiveret 29. april 2022 hos  Wayback Machine fyn.dk, den 1. december 2005.
12. 1 2 3 4  Da FC Fyn blev født (Webside ikke længere tilgængelig) FC Fyn Fanside, den 14. juli 2006.
13. ↑  FC Fyn hedder FC Fyn bold.dk, den 18. februar 2007.
14. ↑  Overbygninger er tit en succes Arkiveret 26. september 2007 hos  Wayback Machine Fyens Stiftstidende, den 8. marts 2006.
15. ↑  FC Fyn holder fast i navnet Arkiveret 5. marts 2016 hos  Wayback Machine Fyens Stiftstidende, den 17. februar 2006.
16. 1 2 3  FC Fyn: Et spændende forår med mange opgaver Arkiveret 2. april 2015 hos  Wayback Machine B1909, den 6. januar 2006.
17. ↑  FC FYN – nyt storhold på vej bold.dk, den 1. december 2005.
18. ↑  9erne er vilde med FC Fyn bold.dk, den 23. januar 2006.
19. ↑  Massivt flertal for FC FYN i B1909 Arkiveret 2. april 2015 hos  Wayback Machine B1909, den 23. januar 2006.
20. 1 2  FC FYN sparket godt i gang Arkiveret 12. december 2007 hos  Wayback Machine FC Fyn, den 8. juni 2006.
21. ↑  Idegrundlag Arkiveret 10. november 2007 hos  Wayback Machine FC Fyn, hentet den 17. september 2007.
22. ↑  ODENSE Sport & Event A/S er en realitet Arkiveret 9. august 2007 hos  Wayback Machine Odense Sport & Event A/S, den 29. august 2006.
23. 1 2 3  DBU godkender FC Fyn Arkiveret 7. april 2007 hos  Wayback Machine Dansk Boldspil-Union, den 18. marts 2006.
24. ↑  DBU Love – Fusioner og overbygninger m.v. Arkiveret 16. oktober 2007 hos  Wayback Machine Dansk Boldspil-Union, hentet den 14. september 2007.
25. ↑  2. division Vest – Stilling 2006 Arkiveret 26. september 2007 hos  Wayback Machine Dansk Boldspil-Union, hentet den 14. september 2007.
26. ↑  Næsby varmer op til FC Fyn Fyens Stiftstidende, den 31. maj 2007.
27. ↑  B1913 bliver stærkere og stærkere bold.dk, den 2. februar 2006.
28. ↑  Hemmingsen forlader træningsbænk i protest bold.dk, den 2. februar 2006.
29. ↑  FC Fyn tvinger DBU til kampflytning bold.dk, den 30. marts 2006.
30. ↑  Jyder frygter urent trav af FC Fyn bold.dk, den 5. april 2006.
31. ↑  2. divisionskampen B 1913 – B 1909 fremrykkes Arkiveret 26. april 2006 hos  Wayback Machine Dansk Boldspil-Union, 30. marts 2006.
32. ↑  Stilling 2. division Vest) Arkiveret 26. september 2007 hos  Wayback Machine Dansk Boldspil-Union, hentet den 27. september 2007.
33. 1 2  Roald: FC Fyn skal i Superligaen Arkiveret 5. marts 2016 hos  Wayback Machine Fyens Stiftstidende, den 17. maj 2006.
34. ↑  Træningsplan for juli Arkiveret 12. december 2007 hos  Wayback Machine FC Fyn, den 7. juli 2006.
35. ↑  Odense Idrætspark Arkiveret 10. juni 2007 hos  Wayback Machine Odense Kommune, hentet den 14. september 2007.
36. 1 2  FC Fyn skal lige huske at rykke op først Fyens Stiftstidende, den 7. november 2006.
37. ↑  FC Fyn venter på udspil i stadionsag Nyhedsavisen, den 17. december 2006.
38. ↑  FC Fyn har stadion-problemer Arkiveret 7. juli 2009 hos  Wayback Machine DR, den 6. november 2006.
39. ↑  FC Fyn regner med ny bane Nyhedsavisen, den 22. marts 2007.
40. 1 2  Roald Poulsen træner for FC Fyn DR, den 16. maj 2006.
41. ↑  Presset er størst på FC Fyn Arkiveret 5. marts 2016 hos  Wayback Machine Fyens Stiftstidende, den 5. april 2007.
42. ↑  Svær sæson i vente for FC Fyn Nyhedsavisen, den 26. juni 2007.
43. ↑  FC Fyn vil op og udfordre OB (Webside ikke længere tilgængelig) kunsport.dk, den 29. marts 2007.
44. 1 2  Spillerstatistik 2006/07 (Webside ikke længere tilgængelig) FC Fyn, hentet den 17. september 2007.
45. ↑  Ingen billet til 1. division Arkiveret 18. januar 2021 hos  Wayback Machine TV 2/Fyn, den 24. juni 2007.
46. ↑  FC Fyn har ét skud mere i bøssen Arkiveret 5. marts 2016 hos  Wayback Machine Fyens Stiftstidende, den 26. juni 2007.
47. ↑  FC Fyn pisket til at ride videre Arkiveret 5. marts 2016 hos  Wayback Machine Fyens Stiftstidende, den 4. september 2007.
48. ↑  NMMU could push Callies all the way at Londt Park The Herald Online, den 13. juli 2007.
49. ↑  Dalum får kontraktlicens bold.dk, den 20. august 2004.
50. ↑  Bestyrelsen (Webside ikke længere tilgængelig), FC Fyn Fansiden, hentet den 21. september 2007.
51. ↑  Kendte klubnavne i første bestyrelse Fyens Stiftstidende, den 4. maj 2005.
52. ↑  FC FYN ansætter Roald Poulsen som cheftræner Arkiveret 12. december 2007 hos  Wayback Machine FC Fyn, den 16. maj 2006.
53. ↑  FC FYN informerer Arkiveret 4. februar 2013 hos  Wayback Machine FC Fyn, 24. januar 2013
54. ↑  FC Fyn med ny mulig investor Arkiveret 28. januar 2013 hos  Wayback Machine bold.dk, 24. januar 2013
55. ↑  FC Fyn satsede på PrL-transfer Arkiveret 1. juni 2013 hos  Wayback Machine bold.dk, 31. januar 2013
56. ↑  Billede: Logo (Webside ikke længere tilgængelig) FC Fyn Fansiden, den 9. juni 2006.
57. ↑  Billede: Spilledragt (Webside ikke længere tilgængelig) FC Fyn Fansiden, den 9. juni 2006.
58. ↑  "FC Fyn 1.holdstrup sæson 2012-2013". Arkiveret fra originalen 1. august 2012. Hentet 22. juli 2012.
59. ↑  Kampen blev af Odense Kommune betegnet som en højrisikokamp, og Odense Atletikstadion kunne ikke opfylde kravene til en sådan kamp. Da Fionia Park ikke kunne bruges, aftalte FC Fyn med Brøndby at spille kampen på deres bane mod passende kompensation. Se "FC FYNs pokalkamp er flyttet til Brøndby Stadion", www.fcfyn.dk, 17. september 2008

## Ekstern kilde/henvisning
- FC Fyns officielle hjemmeside Arkiveret 23. august 2006 hos  Wayback Machine